# Казанский государственный финансово-экономический институт

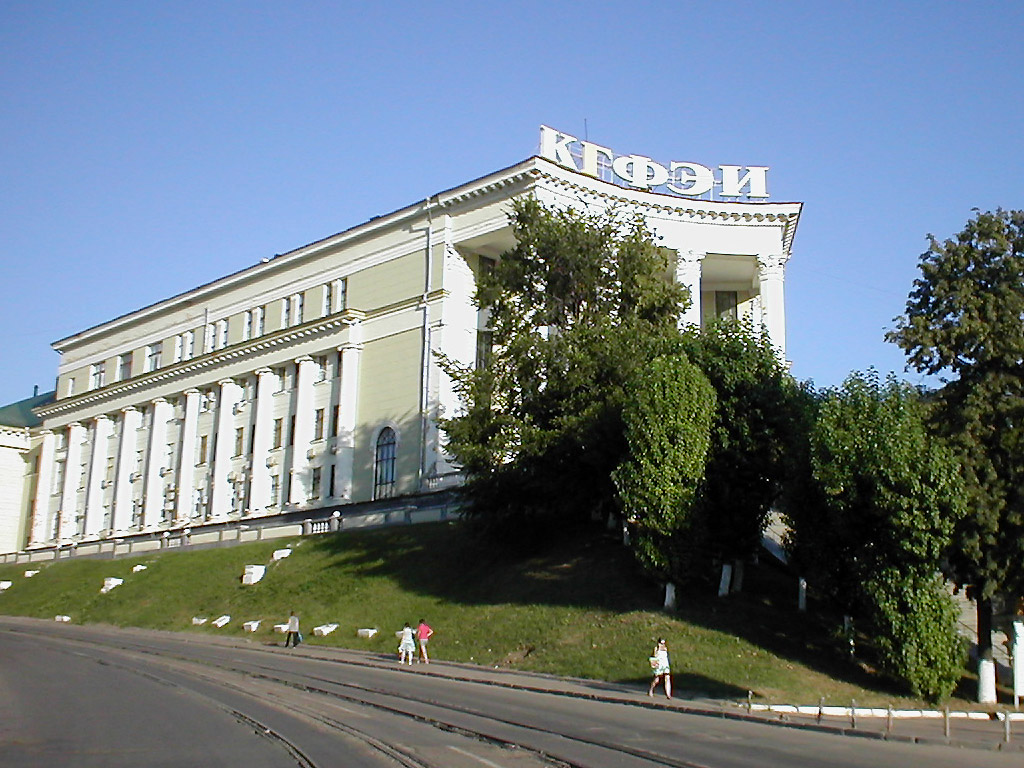
Здание КГФЭИ летним днём.

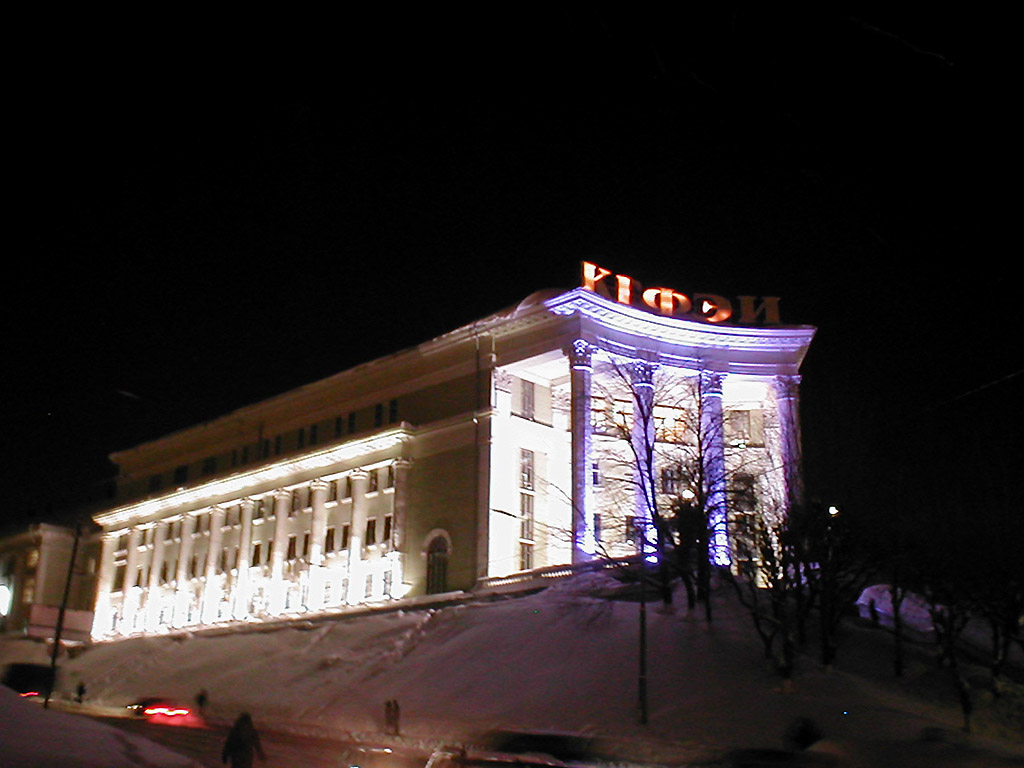
Здание КГФЭИ зимней ночью.

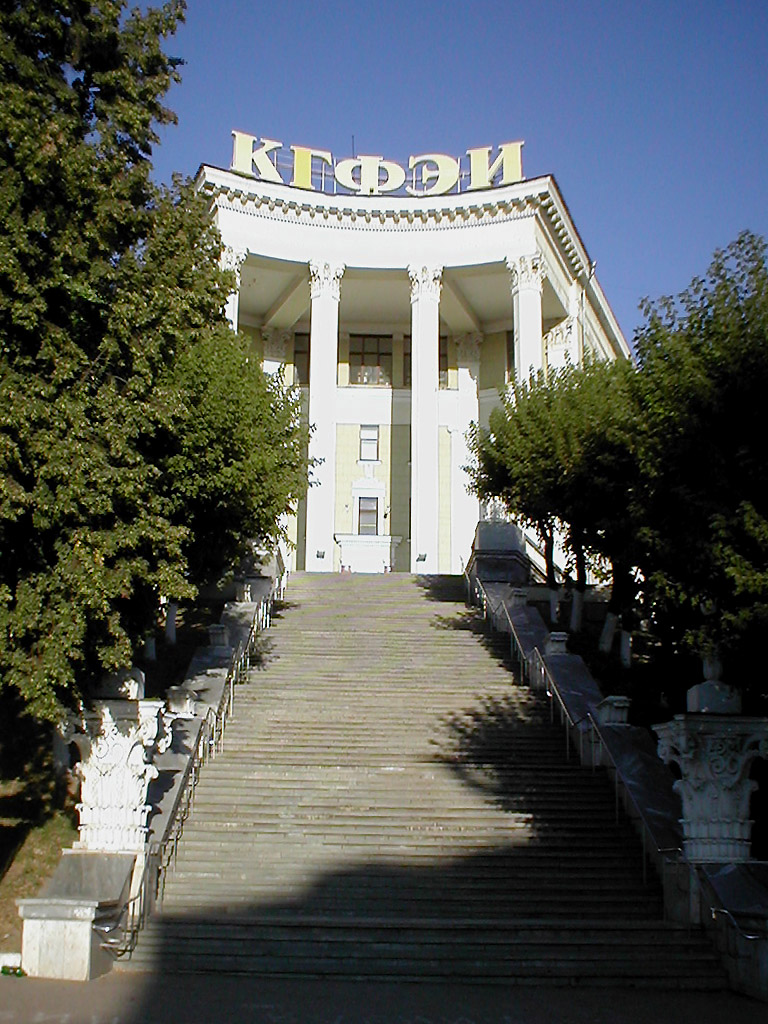
Лестница ко входу КГФЭИ.

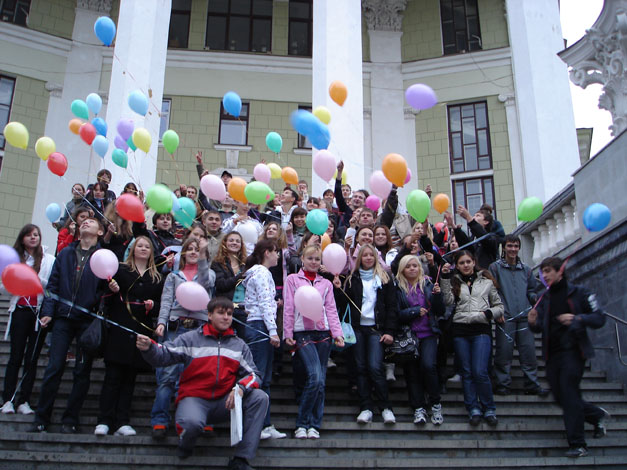
Студенты КГФЭИ.

Казанский государственный финансово-экономический институт (КГФЭИ) (тат. Казан дәүләт финанс-икътисад институты, англ. Kazan State Finance and Economics Institute) — государственный экономический вуз России, ведет подготовку специалистов международного уровня, является центром в области экономической науки, участником в решении в экономической и финансовой областях жизни страны.
С осени 2011 года является частью Казанского Приволжского федерального университета (КПФУ).
КГФЭИ включает 7 факультетов и 21 кафедру. В КГФЭИ обучается более 4 тыс. студентов. Численность профессорско-преподавательского состава института составляет 308 человек. Всего с учеными степенями и званиями в институте работает 195 человек, из них 25 докторов наук. В настоящее время в аспирантуре обучается 90 человек, в том числе, по очной форме обучения — 34 человека. С 2007-2011 года ректором КГФЭИ являлся Валитов Шамиль Махмутович.

## История института
Казанский государственный финансово-экономический институт создан в 1931 году на базе экономического факультета Казанского государственного университета имени В. И. Ульянова-Ленина, позже КГФЭИ стал носить имя Куйбышева В. В.
- 1992 г. — КГФЭИ одним из первых в России перешёл на подготовку по многоуровневой системе высшего образования по направлениям «Менеджмент» и «Экономика» с присуждением академических степеней «бакалавр» и «магистр».
- 1997 г. — организован музей истории развития КГФЭИ
- 2000 г. — в соответствии с решением конкурсной комиссии Минобразования РФ в КГФЭИ в числе 33 ведущих вузов России открыта программа переподготовки высшего уровня «Мастер делового администрирования». В реализации программы принимают участие коллеги из Франции и Санкт-Петербурга. Диплом управленца-дженералиста соответствует принципам Европейского стандарта MBA.
- 2004 г. — в вузе открыта программа для получения дополнительной квалификации «Переводчик в сфере профессиональной коммуникации».
- 2008 г. — Международный научный комитет Eduniversal присвоил КГФЭИ премию «Две пальмы», свидетельствующую о высокой региональной значимости вуза и его обширных международных контактах.
- 2009 г. - объявлено о вхождении КГФЭИ в состав Приволжского федерального университета наряду с Казанским государственным университетом и Татарским государственным гуманитарно-педагогическим университетом.

За 76 лет Казанский государственный финансово-экономический институт подготовил более 43 тысяч высококвалифицированных специалистов по финансам, кредиту, бухгалтерскому учету, анализу и аудиту, экономике производства, экономике труда, менеджменту, маркетингу, управлению персоналом, антикризисному управлению.

## Структура института
| - Факультет экономики предприятия - Финансово-кредитный факультет - Общеэкономический факультет - Факультет менеджмента (упразднен) - Заочный факультет - Факультет по переподготовке кадров с высшим образованием | - Банковского дела - Денег и ценных бумаг - Естествознания - Иностранных языков - Истории и политологии - Макроэкономики и экономической теории - Маркетинга - Математики и экономической информатики - Микроэкономики - Общего менеджмента - Права - Статистики,эконометрики и естествознания - Труда и управления персоналом - Управленческого учета - Физкультуры и спорта - Философии и социологии - Финансов - Финансового менеджмента - Финансового учета - Антикризисного управления и оценочной деятельности - Экономического анализа и аудита |

## Деятельность КГФЭИ

### Сотрудничество
В настоящее время институт имеет самые тесные связи с ведущими вузами Российской Федерации, особенно с Московской финансовой академией при правительстве РФ, Российской экономической академией имени Плеханова, с Санкт-Петербургским университетом экономики и финансов. КГФЭИ имеет партнерские связи с вузами США (Университет штата Нью-Йорк), Франции (Университет Париж-Дофин)

## Здание и кампус
Институт имеет примечательное здание сталинской архитектуры в самом центре города - на площади Тукая.
Для осуществления учебного процесса в здании имеются оснащенные современной техникой аудитории, 7 компьютерных залов, богатая библиотека (более 400 тысяч книг и 200 наименований изданий периодической печати). В институте существует своя полиграфическая база, где выпускаются монографии, методические пособия и другие труды преподавателей, а также газета «Экономист» и ежеквартальный научный журнал «Вестник КГФЭИ».
Институт располагает двумя оснащенными спортивными залами, водно-лыжной базой, теннисными кортами. Летом студенты могут активно заниматься спортом и укреплять своё здоровье в спортивно-оздоровительном лагере «Экономист». Женская волейбольная команда института играет в высшей лиге. В институте работают медики, которые следят за здоровьем студентов и преподавателей, имеется уютная столовая, кафе и 4 буфета. КГФЭИ имеет благоустроенное общежитие (ул. Бутлерова, 6).

## Знаменитые выпускники
Среди выпускников института много научных деятелей, крупных политиков, представителей бизнес-сообщества. 28 сентября 2007 г. Ученым Советом института принято решение о создании Попечительского совета, создан он в основном из числа выпускников института.
- Ивашкевич, Виталий Борисович - российский ученый-экономист, заведующий  кафедрой управленческого учета и контроллинга  ИУЭФ.
- Хисматуллина, Рузалия Сафиулловна — министр финансов РБ.
- Фаткуллин, Фархад Наилевич — переводчик, Викимедиец года (2018).